# مايك هايديك
مايك هايديك (بالألمانية: Maik Heydeck)‏ (مواليد 8 سبتمبر 1965) هو ملاكم ألماني شرقي، مثّل بلاده في الألعاب الأولمبية الصيفية 1988.

## روابط خارجية
مايك هايديك على موقع أوليمبيديا (الإنجليزية)